# Rivière souterraine de Labouiche
La rivière souterraine de Labouiche forme une longue cavité souterraine qui recèle un site préhistorique daté du Magdalénien. Elle est située à 6 km au nord-ouest de Foix, dans le département de l'Ariège (France). Elle se trouve sur le territoire des communes de Vernajoul et de Baulou, et dans le périmètre du Parc naturel régional des Pyrénées ariégeoises.

## Historique
En août 1908, le Dr Jules Dunac, installé à Foix depuis 1898, découvre la rivière souterraine. Accompagné de ses deux fils et de deux jeunes officiers, il commence l'exploration en remontant jusqu'à un premier siphon situé à 280 m de l'entrée nommée l'« Aïgo Perdent » (voie d'eau).
L'exploration se poursuit entre 1909 et 1912, en compagnie du Dr Pierre Crémadells et du spéléologue Édouard-Alfred Martel.
En 1935, MM. Paul Salette et Pierre Crémadells, assistés de Norbert Casteret et Joseph Delteil, découvrent 3 800 m de réseau actif, mais butent sur un second siphon apparemment infranchissable. Paul Salette fonde une compagnie fermière pour l'exploitation touristique de la grotte et son aménagement (électrification, sécurisation, construction d'une plate-forme d'embarquement, pose d'un câble pour le halage des barques, etc.). La rivière souterraine ouvre au public en 1938.
Pendant la Seconde Guerre mondiale, les visites du site sont interrompues, mais entre 1940 et 1943, Louis Méroc et Émilien Soulier effectuent des recherches archéologiques et mettent au jour des vestiges préhistoriques et gallo-romains. En 2015, une plongée du siphon amont n'a pas permis la découverte de l'origine de la rivière,.

## Description
Le développement de la cavité est de 3 850 m.
On parcourt 1,5 km en barque — deux transbordements sont nécessaires — à 60 m sous terre, dans des galeries hautes ou surbaissées, éclairées ou obscures à dessein. Il s'agit de la plus longue rivière souterraine navigable d’Europe ouverte au public[réf. nécessaire].

## Vestiges archéologiques
Une occupation préhistorique datant du Magdalénien récent (Paléolithique supérieur) est attestée dans les galeries supérieures de la rivière par la mise au jour d'outils, d'armes en silex et bois de renne, ainsi que d'art mobilier (plaquettes de grès gravées représentant, entre autres, un lion, des fragments de cervidés, et un bison modelé dans l'argile).
Les représentations de lions sont rares dans l’art pariétal : seules 150 sont connues, dont 120 en France. Les trois quarts de ce total proviennent des grottes Chauvet (75), Roucadour (22) et Lascaux (11).
Ont aussi été trouvés des vestiges de l'époque gallo-romaine.

## Galerie

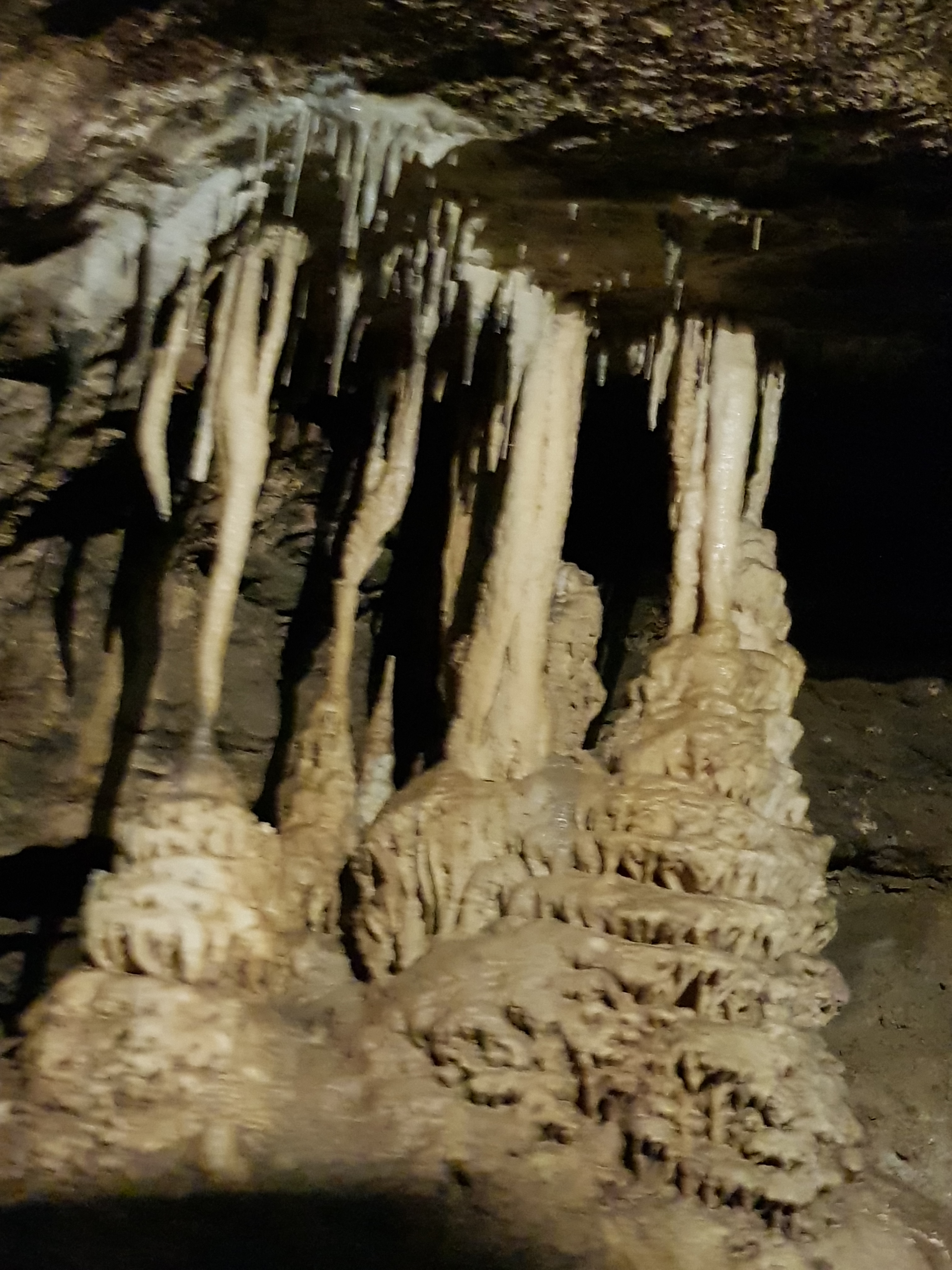
Rivière souterraine de Labouiche
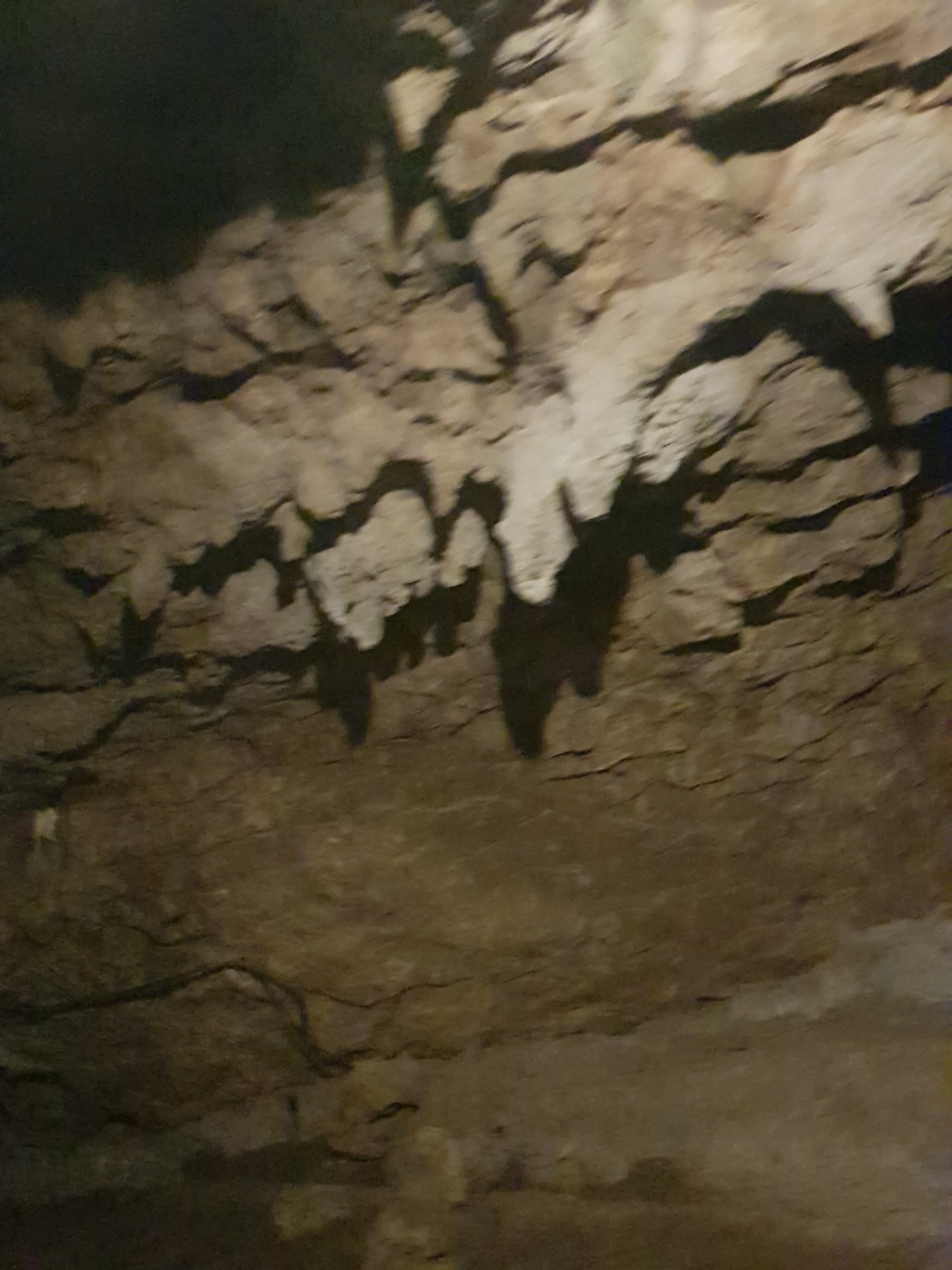
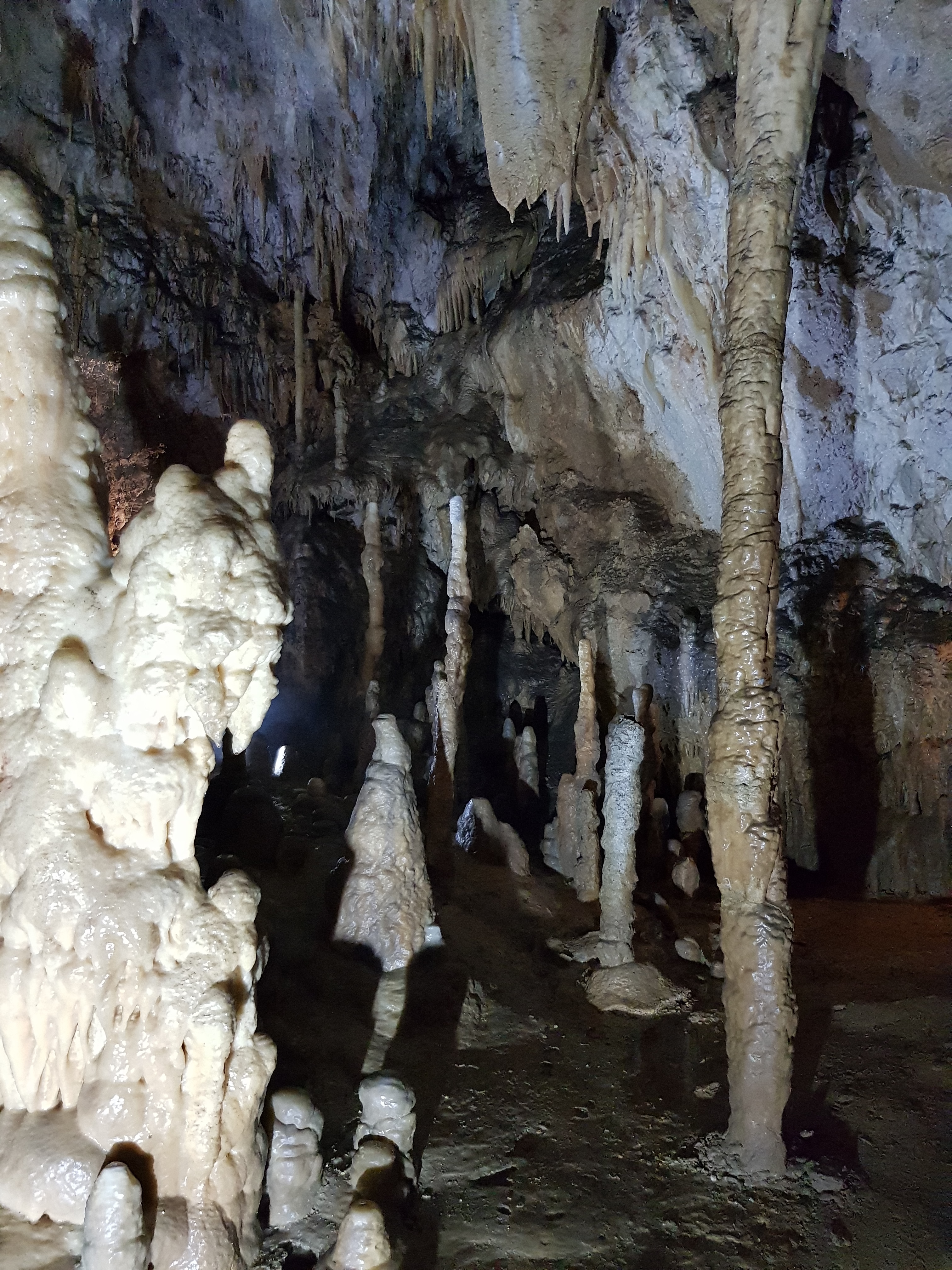
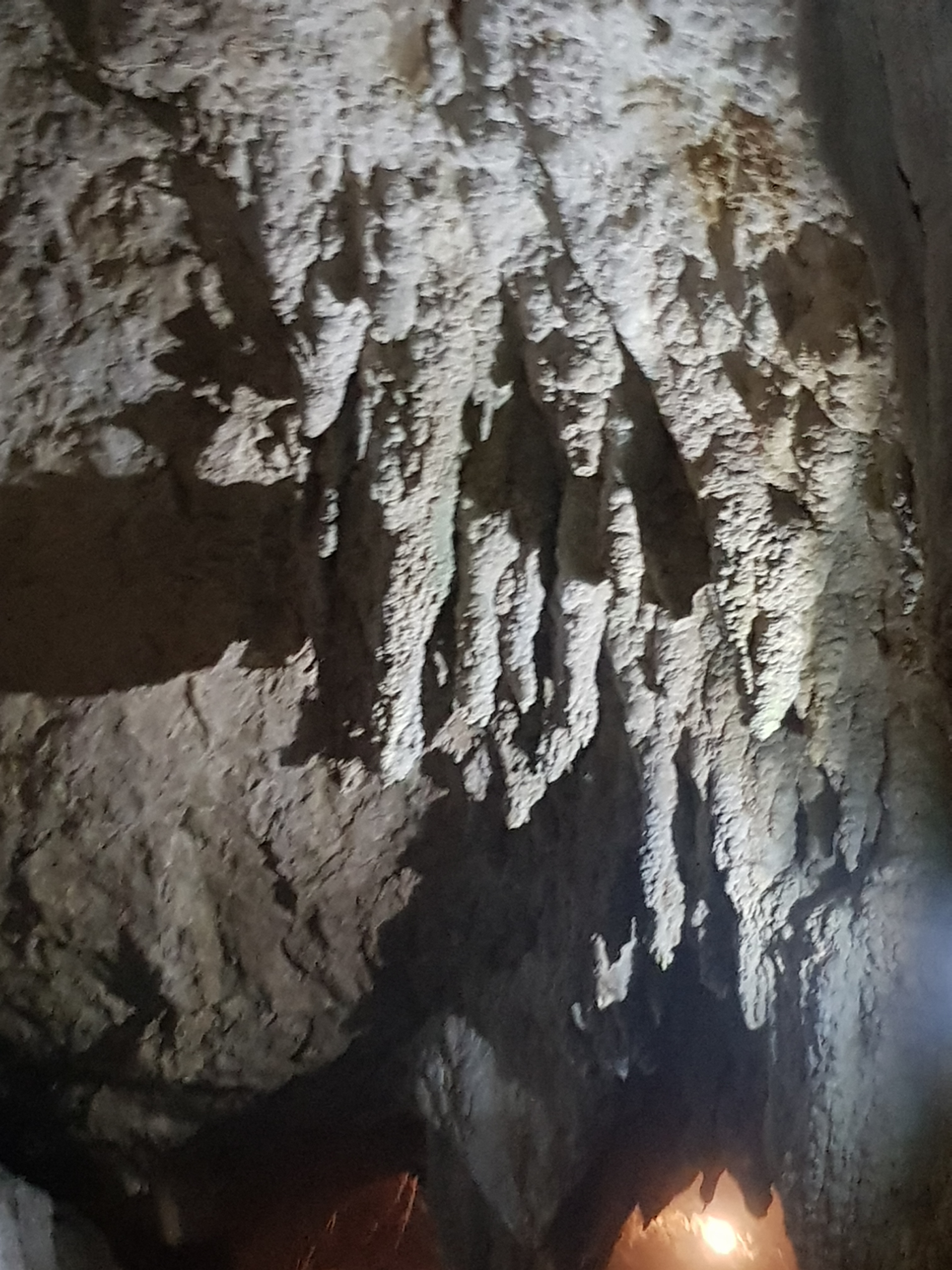
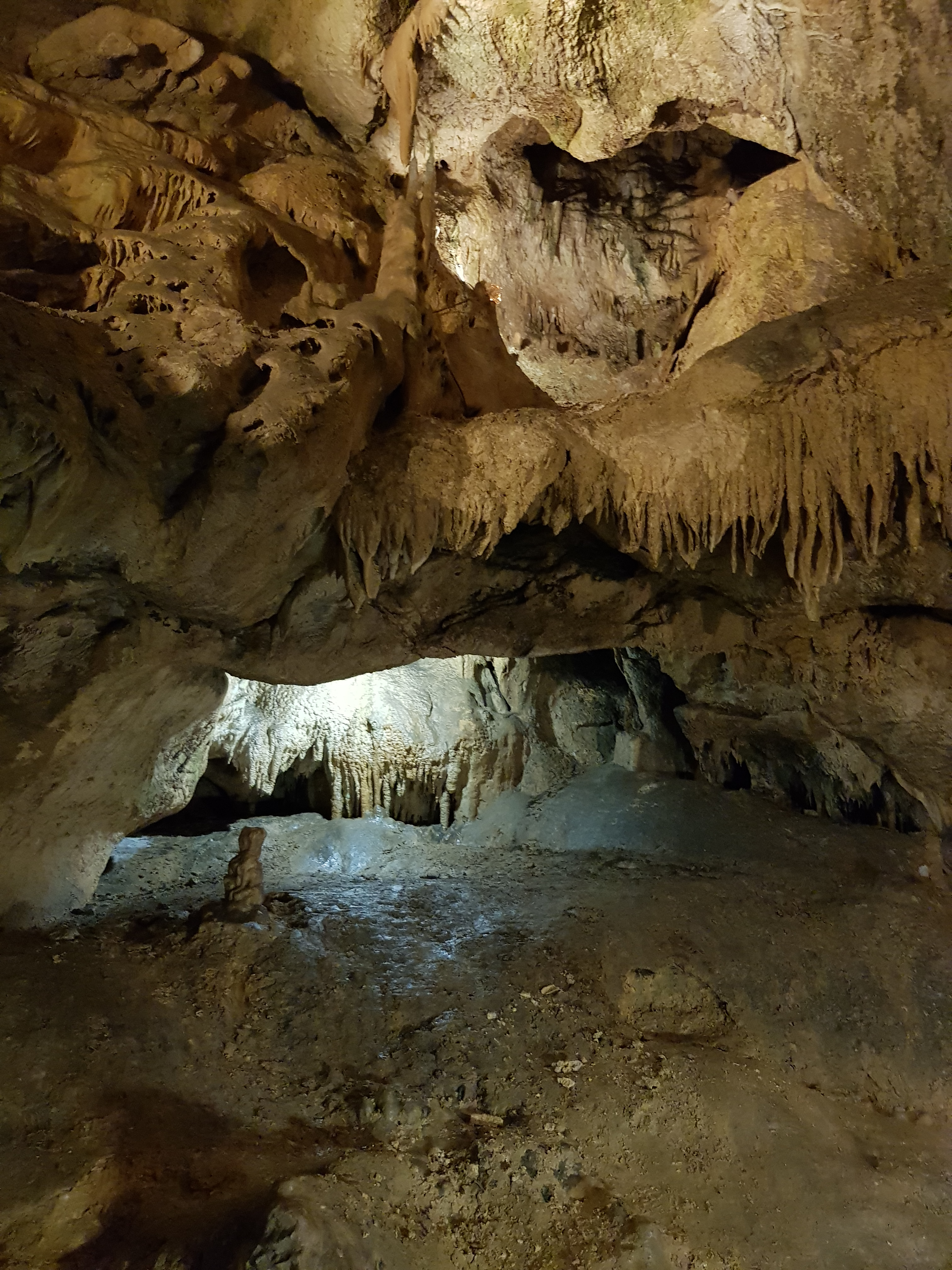
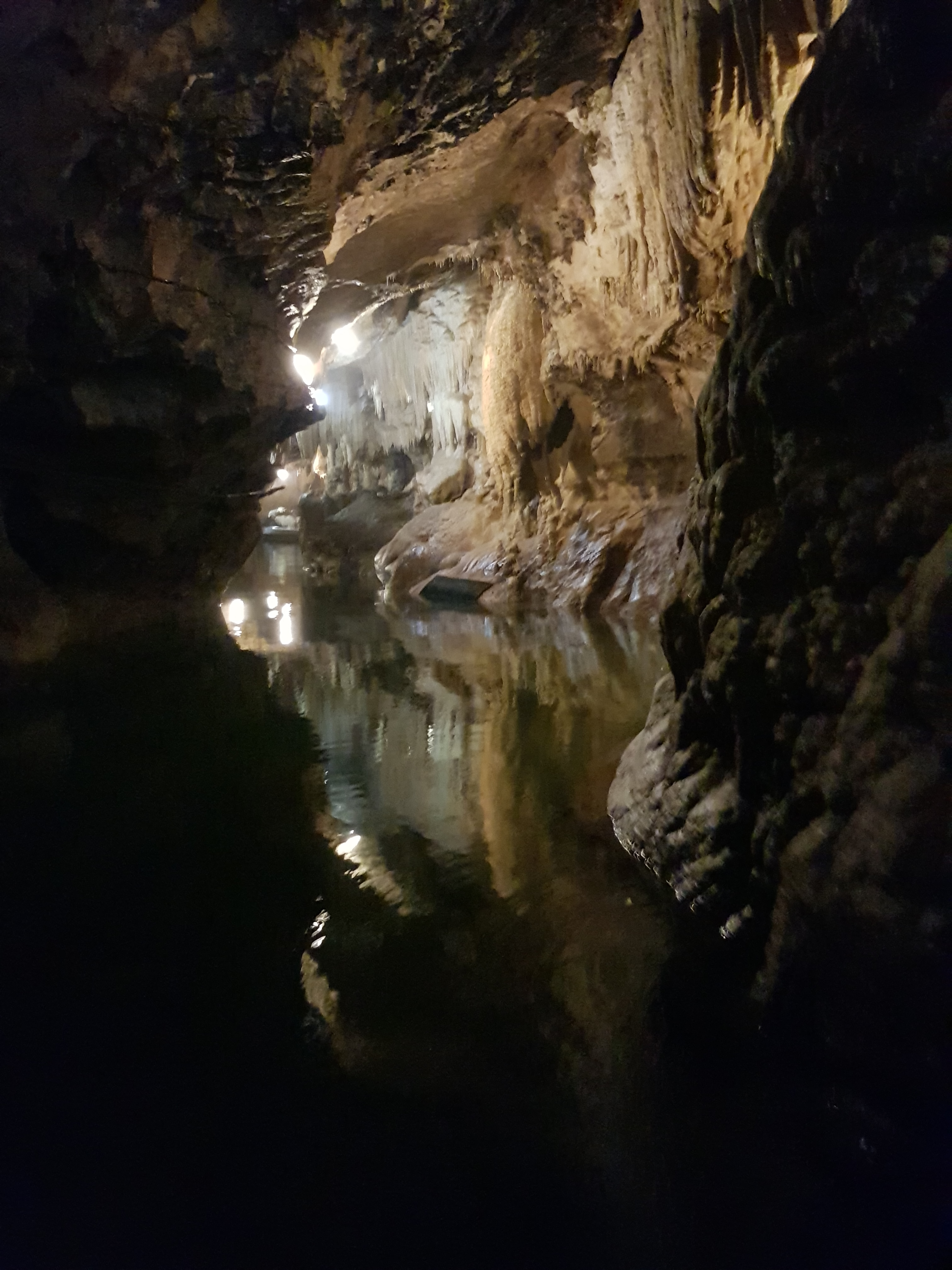